# 高野清純
高野 清純（たかの せいじゅん、1930年10月24日 - ）は、日本の教育心理学者・僧侶。専門は児童心理学。筑波大学名誉教授。

## 来歴
埼玉県生まれ。東京教育大学卒業。同大学院博士課程修了。1967年「児童の行動に及ぼす成功経験の影響に関する研究」で教育学博士の学位を取得。東京教育大学教授、筑波大学教授、1994年定年退官、名誉教授、東京成徳大学教授。同退職後は遠山寺住職。2001年 日本教育心理学会名誉会員。2018年秋の叙勲で瑞宝中綬章を受章。

## 著書
- 『一人っ子・二人っ子』 日本文化科学社(インファント・ライブラリー)1970
- 『講座心理療法 第5巻 遊戯療法の理論と技術』 日本文化科学社 1972
- 『成功経験の心理学 児童の行動に及ぼす成功経験の影響に関する研究』 金子書房 1973
- 『間違いだらけのしつけ』 日本文化科学社 1977.8
- 『兄の育て方弟の育て方』 ごま書房 ゴマブックス)1981
- 『愛他心の発達心理学 思いやりと共感を育てる』1982.12 (有斐閣選書)
- 『将来をきめる5歳までの育児 パパとママの子育てチェック クイズで採点』学陽書房 1988.11
- 『学習障害』黎明書房(情緒障害児双書)1989
- 『講座サイコセラピー 第5巻 帰属療法』日本文化科学社 1989.9
- 『しつけに迷ったら読む本 若い両親へ』三笠書房 (知的生きかた文庫)1990
- 『子育てライセンス』日本文化科学社(日文選書)1990
- 『ひとりっ子の両親へ』文化出版局 1994.9
- 『感情の発達と障害』福村出版 1995.2

### 共編著
- 『遊戯療法』古屋健治共著 日本文化科学社 1961
- 『学力』深谷和子共著 福村出版 (ママの相談室)1968
- 『幼児から青年までの心理学』小林芳郎,栗原弘共著 福村出版 1969
- 『講座心理療法 第1巻 カウンセリングの理論と技術』内山喜久雄,田畑治共著 日本文化科学社 1973
- 『幼児心理学講座』全6巻 藤永保共編 日本文化科学社 1974-1976
- 『心理療法の技術と実際』内山喜久雄共編著 日本文化科学社 1976
- 『心の健康』内山喜久雄共編 日本文化科学社 1977.9
- 『情緒障害事典』稲村博共編 岩崎学術出版社 1977.12
- 『一年生の心理』高野英夫共著 大日本図書(現代心理学ブックス) 1978
- 『二年生の心理』 大日本図書(現代心理学ブックス) 1978
- 『言語障害事典』内須川洸共編 岩崎学術出版社 1979.2
- 『児童心理学を学ぶ』多田俊文共編 1980.3 (有斐閣選書)
- 『乳幼児心理学を学ぶ』深谷和子共編 1981.2 (有斐閣選書)
- 『子どもの精神衛生』佐々木雄二共編 教育出版 1981.11
- 『現代児童心理学』 教育出版 1982.2
- 『新しい遊戯療法 セラプレイ』杉原一昭共編著 日本文化科学社 1985.4
- 『いじめのメカニズム』教育出版(シリーズ・やさしい心理学)1986
- 『無気力 原因とその克服』 教育出版(シリーズ・やさしい心理学)1988
- 『個性の発達と教育』 教育出版(シリーズ・やさしい心理学)1989
- 『家庭カウンセリング』 日本文化科学社(実践・カウンセリング)1990
- 『教職教養演習問題』 一ツ橋書店(教員採用試験)1992
- 『要点早わかり教職教養』 一ツ橋書店(教員採用試験)1992
- 『子どもの精神保健』佐々木雄二共編 2版 教育出版 1993.10
- 『生徒指導』 放送大学 1994.3
- 『高等学校新指導要録の解説と実務』田中公一共編著 図書文化社 1994.7
- 『子どもの発達とつまずき』 教育出版 1996.3
- 『モノセクシュアル時代の父親学』新井邦二郎共編著 福村出版 1997.2
- 『学習障害(LD)ってなに?』渡辺弥生共著 黎明書房 1998.8
- 『非行・校内暴力』 福村出版(スクールカウンセラー事例ファイル) 1998
- 『スクールカウンセラーと学校心理学』渡辺弥生共編著 教育出版(やさしい心理学) 1998
- 『入門者のためのスクールカウンセリングの進め方』田上不二夫共編著 福村出版 2002.2